# LDAP Data Interchange Format
Il LDAP Data Interchange Format (LDIF) è un formato di interscambio di dati in testo puro standard per rappresentare il contenuto della directory LDAP (Lightweight Directory Access Protocol) e le richieste di aggiornamento. LDIF trasmette il contenuto della directory come un insieme di record, un record per ciascun oggetto (o voce). Rappresenta anche le richieste di aggiornamento, come Aggiungi, Modifica, Elimina e Rinomina, come un set di record, un record per ogni richiesta di aggiornamento.

## Storia
LDIF è stato progettato nei primi anni '90 da Tim Howes, Mark C. Smith e Gordon Good mentre erano all'Università del Michigan. LDIF è stato aggiornato ed esteso alla fine degli anni '90 per l'uso con la versione 3 di LDAP. Questa versione successiva di LDIF è chiamata versione 1 ed è formalmente specificata come standard RFC 2849, una RFC IETF Standard Track. RFC 2849 è stato creato da Gordon Good ed è stato pubblicato nel giugno 2000.
Nel corso degli anni sono state proposte diverse estensioni per il formato LDIF. Un'estensione è stata formalmente specificata dall'IETF e pubblicata. RFC 4525, creato da Kurt Zeilenga, ha esteso LDIF per supportare l'estensione di modifica-incremento LDAP.

## Implementazioni
Le utility OpenLDAP includono strumenti per esportare dati da server LDAP a record di contenuto LDIF (ldapsearch), importare dati da record di contenuto LDIF a server LDAP (ldapadd) e applicare modifiche tramite record LDIF su server LDAP (ldapmodify).
LDIF è uno dei formati per l'importazione e l'esportazione dei dati della rubrica che supportano le rubriche in Netscape Communicator e nel Mozilla Application Suite.
Microsoft Windows 2000 Server e Windows Server 2003 includono uno strumento da riga di comando basato su LDIF denominato LDIFDE per l'importazione e l'esportazione di informazioni in Active Directory.
JXplorer è un'applicazione java open source multipiattaforma in grado di sfogliare e apportare modifiche di base ai file LDIF.

## Esempi
Questo è un esempio di una semplice voce di directory con diversi attributi, rappresentata come record in LDIF:
```
 dn: cn=The Postmaster,dc=example,dc=com
 objectClass: organizationalRole
 cn: The Postmaster

```